# Leeds and the Thousand Islands
Leeds and the Thousand Islands (en français : Leeds et les Mille-Îles) est un canton de la province canadienne de l'Ontario, situé dans les comtés unis de Leeds et Grenville. Le canton est situé le long du fleuve Saint-Laurent et s'étend vers le nord jusqu'aux hameaux et villages ruraux. Autrefois, ce canton était divisé en trois cantons distincts : soit celui de Leeds, celui de Landsdowne et celui d'Escott ; ces cantons ont fusionné pour former le canton actuel de Leeds and the Thousand Islands.

## Communautés
Le canton comprend les communautés de Berryton, Black Rapids, Brier Hill, Cheeseborough, Darlingside, Dulcemaine, Ebenezer, Eden Grove, Ellisville, Emery, Escott, Fairfax, Gananoque Junction, Gray's Beach, Greenfield, Grenadier Island, Halsteads Bay, Holland, Ivy Lea, Junetown, La Rue Mills, Lansdowne, Leeds, Legge, Long Point, Lyndhurst, Maple Grove, Mitchellville, Narrows, Oak Leaf, Outlet, Pooles Resort, Quabbin, Rockfield, Rockport, Sand Bay Corner, Seeley's Bay, Selton, Soperton, Sweets Corners, Taylor, Tilley, Union, Warburton, Washburns Corners, Waterton, Willowbank et Wilstead.

### Lansdowne
Lansdowne est une petite localité située juste au nord d'Ivy Lea à 4 km au nord de l'autoroute 401, à l'intersection des routes 3 et 34 du comté de Leeds et de Grenville. La localité est accessible par l'ancienne Kings Highway 2 (qui passe juste au sud du village) ou par l'autoroute 401 via la sortie 659.
Le poste frontalier entre le Canada et les États-Unis, à l'extrémité de l'Interstate 81 sur Hill Island est identifié comme Lansdowne 456. Les numéros de téléphone attribués sont indépendants (+ 1-613-659-) et un bureau de poste (K0E 1L0) est situé dans le village. Les bureaux administratifs du canton sont situés à Lansdowne.

### Lyndhurst
Lyndhurst doit en grande partie son existence à la forge Lansdowne Iron Works,  fondée par Wallis Sunderlin sur la rivière Gananoque en 1801. Celle-ci a permis le développement d'une petite communauté industrielle appelée Furnace Falls. La fonderie de fer est détruite par un incendie en 1811, mais plusieurs moulins y sont établis en 1827. La localité est renommée Lyndhurst par règlement en 1846. Depuis les années 1940, le camp Hyanto, un camp de l'Église anglicane, se trouve à proximité du village de Lyndhurst. Le Lansdowne Iron Works a été désigné lieu historique national du Canada en 1932. Le pont de Lyndhurst, un pont en arc en maçonnerie, est construit en 1856-1857 par John Roddick.
Une célébration culturelle a lieu annuellement à Lyndhurst, soit la « Foire de la dinde » célébrée le troisième samedi de septembre. Cette célébration comprend une décoration de meules de foin, de l'exposition animale, des concours de pêche pour les enfants, de l'artisanat et des tirages.

### Rockport
Rockport est un village situé aux abords du fleuve Saint-Laurent où se trouvent des maisons historiques, des restaurants, des centres de villégiature, une rampe de mise à l'eau et des marinas. Un port y est situé depuis la fin des années 1700 et est maintenant un terminus majeur pour les croisières des Mille-Îles. Des supports à vélos, des bancs et des sentiers pédestres bien balisés avec panneaux d'interprétation et peintures murales pour les points d'intérêt historique y sont installés. Deux églises fondées à la fin des années 1800 demeurent toujours ouvertes.

### Seeley's Bay
Seeley's Bay se trouve à l'extrémité nord-ouest du canton de Leeds and Thousand Islands et est surtout connue pour la pêche et son accès direct au canal Rideau, infrastructure inscrite sur la liste du patrimoine mondial de l'UNESCO. Le village est établi au début du 19e siècle comme port d'escale pour les bateaux à vapeur reliant Kingston et Ottawa via le canal Rideau. Située en bordure de la route 15, à environ 20 minutes au nord de l'autoroute 401, la localité sert toujours de premier port d'escale à service complet pour les plaisanciers venant du nord sur le canal Rideau.